# 蛇龙珠

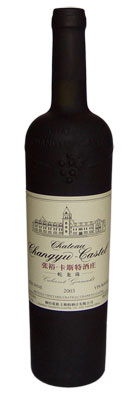
2003年张裕－卡斯特酒庄蛇龙珠干红葡萄酒

蛇龙珠（Cabernet Gernischt）是一种在中国广泛种植的红葡萄品种，属欧亚种，原产自法国，主要用于酿酒。其与赤霞珠、品丽珠合称为“三珠”。
蛇龙珠最初于1892年由张裕葡萄酿酒公司从法国引入，在烟台大面积栽培。1980年代后，种植范围推广至全中国。对于蛇龙珠的品种来源一直有颇多争议。此前认为其是与赤霞珠、品丽珠亲缘关系相近的姊妹品种。2008年，宁夏大学学者所做的RAPD分析推翻了这一观点，分析认为与蛇龙珠关系最近的是原产于法国波尔多的佳美娜。2011年瑞士科学家José Vouillamoz的研究证实，蛇龙珠与佳美娜的DNA完全相同。